# Marcabru

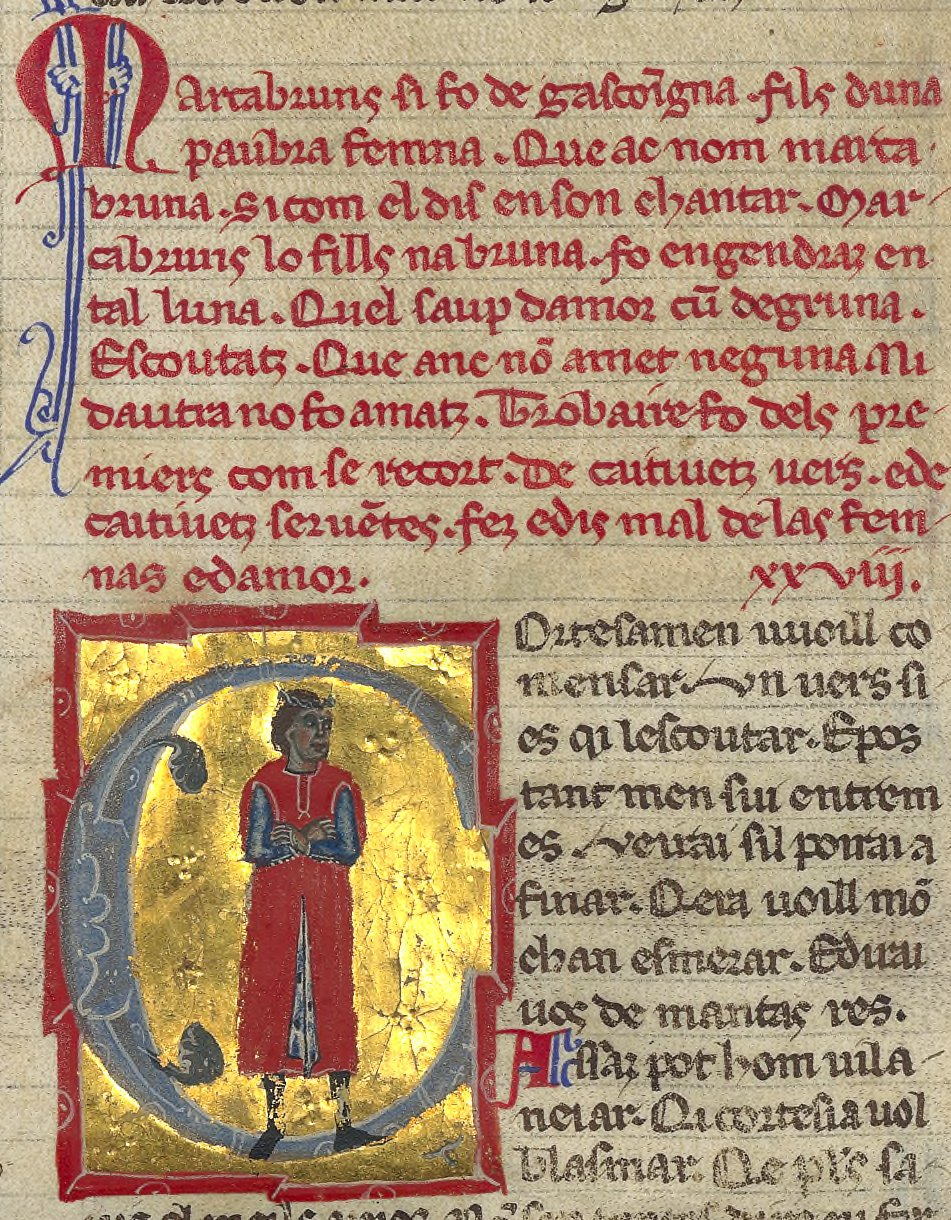
Miniaturní portrét Marcabrua vedle jeho životopisu v rukopisu ze 13. století.

Marcabru ([markaˈbɾy]; působil asi 1130-1150) je jedním z prvních trubadúrů, jehož básně jsou známé. Nemáme žádné jisté informace o něm, dva životopisy (vidas) připojené k jeho básním vyprávějí různé příběhy a oba jsou evidentně postaven na narážkách v jeho básních, ne na nezávislé informaci.
Podle krátkého života v rukopise BnF ms. 12473, Marcabrun byl z Gaskoňska (dialekt jeho básní to podporuje) a byl synem chudé ženy jménem Marcabrunela. Tato informace zjevně pochází z básně 293,18.
Podle delšího životopisu v rukopise MS Vat. Lat. 5232 Marcabru byl odložen u dveří boháče a nikdo neznal jeho původ. Byl vychován Aldricem del Vilar, naučil se básnit od Cercamona, byl původně přezdíván Pan-perdut a později Marcabru. On stal se známým a byl nakonec zabit pány Gaskoňska, o kterých řekl mnoho špatných věcí. To se zdá zčásti být odvozeno z básní 16b,1 a 293,43 (spor mezi Aldricem del Vilar a Marcabruem) a zčásti založeno na dohadech; spojení s Cercamonem moderní učenci zpochybňují.
Marcabru se připisuje 44 básní, učených, často obtížných, někdy obscénních, neúnavně kritizujících morálku pánů a dam. Experimentoval s pastorelou, kterou používal, aby upozornil na marnost chtíče. Jedna pastorela vypráví o tom, jak námluvy pána pastýřka odmítne na základě třídního rozdílu. Další vypráví o tom, jak se muž snaží svést ženu, jejíž manžel je na křížové výpravě, a ta ho rozhodně odmítá. Možná je také autorem tencóny o diskusi s Ucem Catolou (již roku 1133) o povaze lásky a úpadku dvorského chování. Marcabru měl silný vliv na pozdější básníky, kteří přijali temný styl trobar clus. Mezi jeho patrony byli Vilém X. Akvitánský a pravděpodobně Alfons VII. Kastilský. Marcabru možná cestoval do Španělska v doprovodu Alfonse Jordana, hraběte z Toulouse, ve 30. letech 12. stol. Ve 40. letech působil jako propagandista pro reconquistu a ve slavné básni s latinským incipitem Pax in nomine Domini! nazval Španělsko lavador (myčkou), kam rytíři mohou jít očistit duše bojem proti nevěřícím.
Přežily čtyři monofonní melodie z doprovodu Marcabruovy poezie; a existují tři další melodie k básním, které mohou být kontrafakty z Marcabruových prací a mohly by být jeho.